# Зайдль, Артур
Артур Зайдль (нем. Arthur Seidl; 8 июня 1863, Мюнхен — 11 апреля 1928, Дессау) — немецкий музыковед.
Учился в университетах Мюнхена, Тюбингена, Берлина и Лейпцига. Работал редактором в мюнхенских и гамбургских газетах, в 1898—1899 гг. был сотрудником Архива Ницше в Веймаре. С 1904 г. преподавал в Лейпцигской консерватории, считался специалистом прежде всего по творчеству Рихарда Вагнера. В соавторстве с Вильгельмом Клатте опубликовал книгу «Рихард Штраус: Характеристический очерк» (нем. Richard Strauss: Eine Charakterskizze; 1896) — первую творческую биографию композитора.

## Главные труды
- «Vom Musikalisch-Erhabenen. Prolegomena zur Ästhetik der Tonkunst»;
- «Zur Geschichte des Erhabenheitsbegriffs seit Kant» (1889);
- «Hat Richard Wagner eine Schule hinterlassen» (1892);
- «Moderner Geist in der deutschen Tonkunst» (1900);
- «Wagneriana» (1901—1902);
- «Moderne Dirigenten» (1902);
- «Kunst und Kultur» (1902).